# Michel Dubois
Michel Dubois – francuski kierowca wyścigowy.

## Kariera
Dubois rozpoczął karierę w międzynarodowych wyścigach samochodowych w 1976 roku od startów we Francuskiej Formule Renault. Z dorobkiem jednego punktu uplasował się tam na 27. pozycji w klasyfikacji generalnej. W późniejszych latach Francuz pojawiał się także w stawce World Challenge for Endurance Drivers, 24-godzinnego wyścigu Le Mans, World Championship for Drivers and Makes oraz FIA World Endurance Championship.